# Amatol

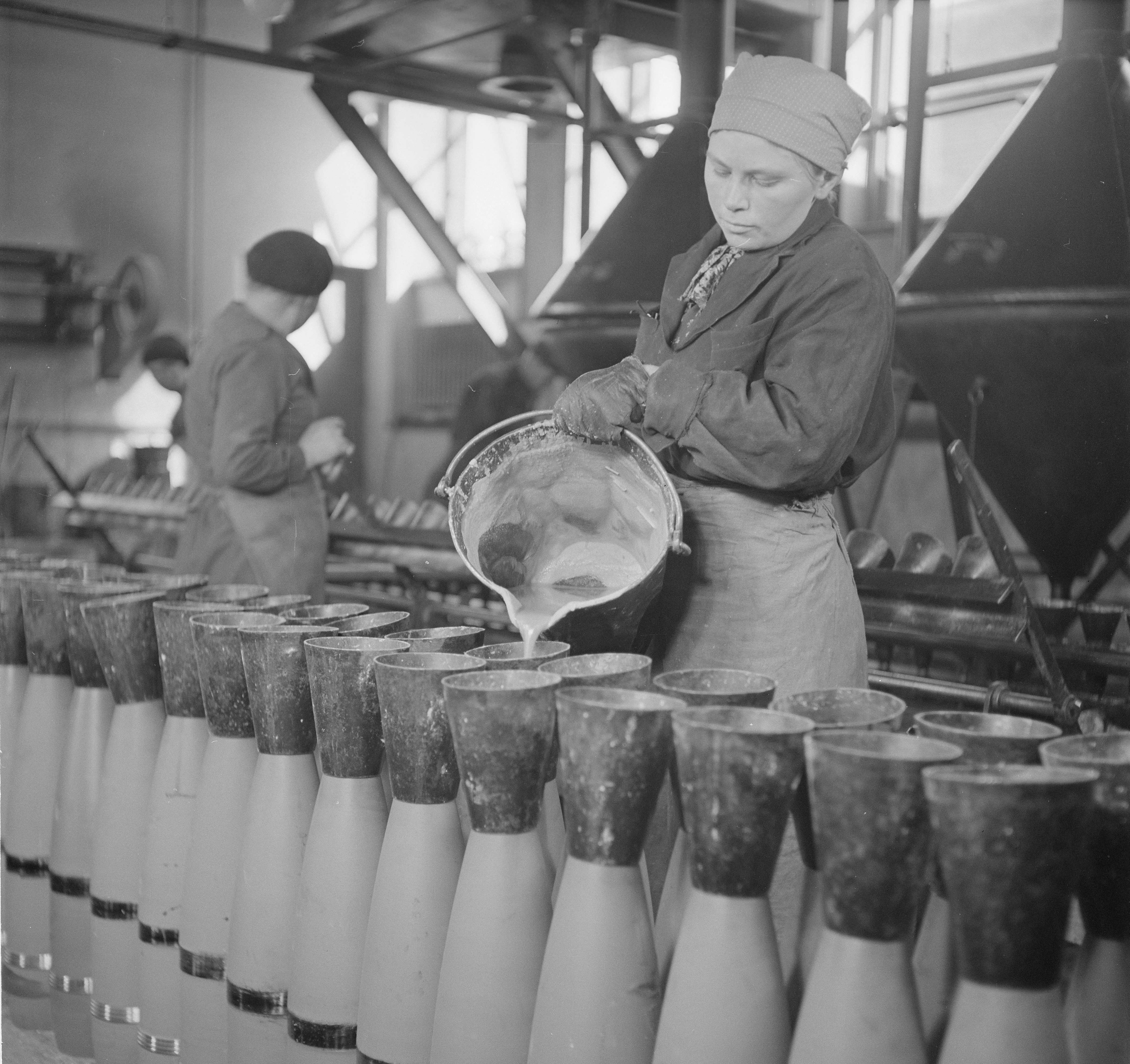
Remplissage d'obus avec de l'Amatol en Finlande en 1942.

L'amatol est un explosif militaire qui était composé d'un mélange de TNT et de nitrate d'ammonium. Mis au point par les forces armées allemandes, le mot « amatol » a été forgé par des Britanniques qui croyaient qu'il était fait d'ammonium et de toluène (un matériau servant à fabriquer le TNT). L'amatol a été utilisé principalement durant les Première et Seconde Guerres mondiales par les différentes armées en conflit.
L'amatol est constitué de trinitrotoluène (TNT) et de nitrate d'ammonium (NO3− NH4+) dans des proportions stœchiométriques. Le produit mélangé a une puissance explosive un peu inférieure au TNT pur, l'équivalent TNT étant de 0,8. L'amatol a été l'un des premiers explosifs militaires largement utilisé car il est insensible aux chocs, à la chaleur et au froid. En outre, l'amatol est relativement facile à manipuler. En tant qu'explosif militaire, il a été utilisé dans les bombes aériennes, les obus, les grenades sous-marines les missiles V2 allemands et les mines navales . Les chimistes allemands avaient mis au point l'amatol dans le but de pouvoir aussi l'utiliser comme  engrais en le mélangeant à de l'engrais phosphaté.
Depuis les années 1960, l'amatol a été remplacé par d'autres explosifs, tels Composition B, torpex et tritonal, à base de RDX ou de Semtex.